# أوسوريو كارفاليو
أوسوريو كارفاليو (بالبرتغالية: Osório Carvalho‏) هو لاعب كرة قدم أنغولي في مركز الوسط، ولد في 24 يوليو 1981 في Carcavelos ‏ في البرتغال. شارك مع منتخب أنغولا لكرة القدم. أما مع النوادي، فقد لعب مع بترو إتليتيكو وسبورتينغ لشبونة ونادي كايالا الترفيهي.

## وصلات خارجية
- أوسوريو كارفاليو على موقع قاعدة بيانات كرة القدم.إي يو (الإنجليزية)
- أوسوريو كارفاليو على موقع ناشيونال فوتبول تيمز (الإنجليزية)
- أوسوريو كارفاليو على موقع Soccerway.com (الإنجليزية)